# Didymodon ampliretis
Didymodon ampliretis är en bladmossart som beskrevs av Edwin Bunting Bartram 1946. Didymodon ampliretis ingår i släktet lansmossor, och familjen Pottiaceae. Inga underarter finns listade i Catalogue of Life.